# Jama nosowa

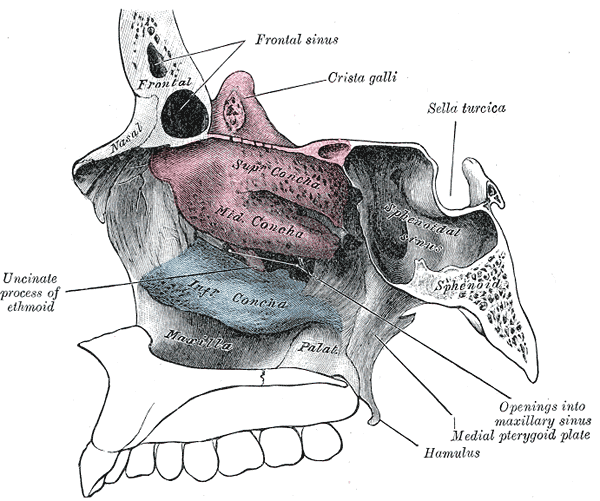
Kości ściany bocznej jamy nosowej prawej człowieka z zaznaczoną na różowo kością sitową i małżowinami nosowymi górną i środkową oraz na niebiesko małżowiną nosową dolną.

Jama nosowa (łac. cavum nasi) – przestrzeń ograniczona powierzchnią wewnętrzną nosa zewnętrznego oraz kośćmi twarzoczaszki.

## Anatomia
Jama nosowa leży w górnej części trzewioczaszki.
Pośrodkowo jamę nosową na dwie części przedziela przegroda nosowa. Można w jej obrębie wyróżnić część kostną, budowaną przez kość sitową dzięki jej blaszce pionowej, a także część chrzęstną, chrząstkę przegrody nosa. Od góry jamę nosową ograniczają kości nosowe, a w części doogonowej również kości czołowe. Boczna ściana nosa budowana jest przez liczne kości: kość jarzmowa, kość szczękowa, kość siekaczowa, kość łzowa. Szczęka i kość siekaczowa uczestniczą też w tworzeniu dolnej ściany jamy nosowej, w czym pomaga im kość podniebienna.
Od tyłu jama nosa przechodzi w przewód nosowo-gardłowy, idący dalej aż do nosogardła.
W środku jamy nosa leży błędnik sitowy oraz małżowiny nosowe, leżące w jej przedniej części. Wyróżnia się małżowinę dolną,środkową oraz górną . Ponadto istnieć może małżowina nosowa najwyższa. Ze względu na położenie małżowin, głównie dolnej i środkowej, wyróżnia się w jamie nosowej przewody:
- przewód nosowy dogrzbietowy, czyli węchowy (obejmuje okolicę węchową)
- przewód nosowy środkowy, czyli zatokowy
- przewód nosowy dobrzuszny, czyli oddechowy
- przewód nosowy wspólny.

Na bocznej ścianie jamy nosowej biegnie przewód nosowo-łzowy, uchodzący ujściem nosowo-łzowym do jamy nosowej. Położenie tego ujścia stanowi cechę gatunkową.
Uwypuklenia śluzówki jamy nosowej tworzą zatoki przynosowe.

## Histologia
Jama nosowa wyścielona jest unaczynioną błoną śluzową z nabłonkiem wielorzędowym migawkowym, zawierającym liczne komórki kubkowe.